# Université de Tarapacá
L'université de Tarapacá (en espagnol : Universidad de Tarapacá) est une université située à Arica, au Chili. Elle a été fondée le 11 décembre 1981.

## Professeurs célèbres
- Gloria Hutt